# Episodi di Special Branch (terza stagione)
La terza stagione della serie televisiva Special Branch è stata trasmessa in anteprima nel Regno Unito dalla Independent Television tra il 4 aprile 1973 e il 4 luglio 1973.
| nº | Titolo originale       | Titolo italiano | Prima TV UK    | Prima TV Italia |
| -- | ---------------------- | --------------- | -------------- | --------------- |
| 1  | A Copper Called Craven |                 | 4 aprile 1973  |                 |
| 2  | Round the Clock        |                 | 11 aprile 1973 |                 |
| 3  | Inquisition            |                 | 18 aprile 1973 |                 |
| 4  | Assault                |                 | 25 aprile 1973 |                 |
| 5  | Polonaise              |                 | 2 maggio 1973  |                 |
| 6  | Red Herring            |                 | 8 maggio 1973  |                 |
| 7  | Death by Drowning      |                 | 16 maggio 1973 |                 |
| 8  | All the King's Men     |                 | 23 maggio 1973 |                 |
| 9  | Threat                 |                 | 6 giugno 1973  |                 |
| 10 | The Other Man          |                 | 13 giugno 1973 |                 |
| 11 | You Won't Remember Me  |                 | 20 giugno 1973 |                 |
| 12 | Hostage                |                 | 27 giugno 1973 |                 |
| 13 | Blueprint for Murder   |                 | 4 luglio 1973  |                 |